# Eduardo Nayap Kinin

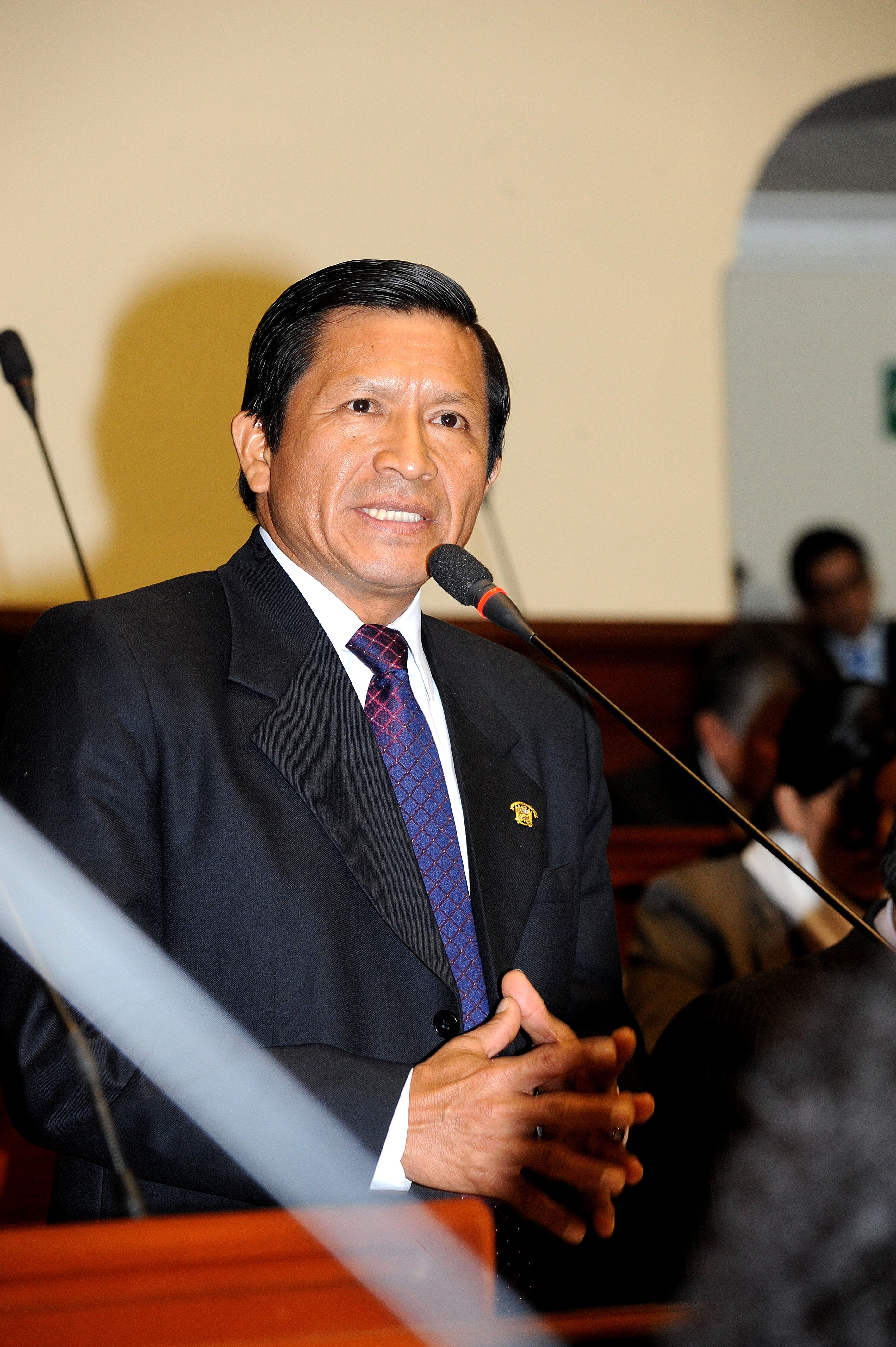
Eduardo Nayap in 2011

Eduardo Nayap Kinin (* 5. Juli 1956 in der Amazonas-Region) ist ein peruanischer Soziologe, Theologe und Politiker (Gana Perú).

## Leben
Eduardo Nayap Kinin, ein gebürtiger Awajún, machte sein Abitur (Bachiller en ciencias y en Letras) an der Militärschule “Gran Mariscal Ramón Castilla” in Trujillo. Er studierte an der Universidad Nacional de Costa Rica (UNA) in Heredia das Fach Neues Testament und Soziologie mit Schwerpunkt Ländliche Soziologie. An der Staatlichen Fernuniversität (UNED) absolvierte er ein Nachdiplomstudium Mathematik für Lehramt. Er war zehn Jahre lang Pastor an der Kirche des Nazareners in San José, Costa Rica und fünf Jahre lang Pastor an der baptistischen Iglesia Bautista in Guadalupe sowie in Alajuela, San José, Costa Rica. 2011 absolvierte er ein Lizentiat in Evangelischer Theologie am Seminario Nazareno de las Américas (SENDAS) der Föderation der Evangelischen Allianz von Costa Rica (FAEC). Eduardo Nayap Kinin ist Lehrer für Neues Testament an der Centro Teológico Bautista Metropolitano (CETEBAME) in San José, Costa Rica. Des Weiteren hat er die Professur für Soziologie an der Lateinischen Universität von Costa Rica und die Professur für Bildungssoziologie an der Lateinamerikanischen Universität für Wissenschaft und Technologie (ULACIT) inne. Er war Lehrer für Mathematik am Colegio Telesecundaria de Bijagual in San Jose und am Colegio San Rafael in Alajuela, Costa Rica sowie  Bibellehrer am Colegio Cristiano La Palabra de Vida in Alajuela.
Nayap war für das Agrarinstitut für Entwicklungspolitik (IDA) am Departamento de Organización (DOCAE) in San José, Costa Rica, tätig. Neben verschiedenen Engagements für EU-Projekte war er von 1994 bis 2008 für die Ausbildung im ländlichen Raum im Auftrag der Europäischen Union in Costa Rica (CEE Comunidad Económica Europea) tätig. Von 1999 bis 2004 engagierte er sich zudem für World Vision International in Costa Rica. Von 2007 bis 2010 war er für das Unternehmen Humanitas in San José tätig, dass sich für Menschen mit AIDS und HIV-Infektion sowie Drogenabhängige einsetzt.

## Politik
Kinin ist als erster Ureinwohner aus dem Amazonasgebiet für den Wahlbezirk Nord-Amazonas für die Legislaturperiode von 2011 bis 2016 in den peruanischen Kongress gewählt worden. Er ist Abgeordneter für die Region Amazonas im Norden Perus.